# 南彭德爾頓營 (加利福尼亞州)
南彭德爾頓營（英語：Camp Pendleton South）是位於美國加利福尼亞州聖地牙哥縣的一個人口普查指定地區。

## 地理
南彭德爾頓營的座標為33°13′00″N 117°23′28″W / 33.21667°N 117.39111°W，而該地最高點為海拔高度40米（即130英尺）。

## 人口
根據2010年美國人口普查的數據，南彭德爾頓營的面積為10.367平方千米，當中陸地面積為10.118平方千米，而水域面積為0.249平方千米。當地共有人口10616人，而人口密度為每平方千米1,024人。